# Subarchaeopacha alberici
Subarchaeopacha alberici är en fjärilsart som beskrevs av Abel Dufrane 1945. Subarchaeopacha alberici ingår i släktet Subarchaeopacha och familjen träfjärilar. Inga underarter finns listade i Catalogue of Life.